# Ирина Харина
Ирина Михайловна Харина по баща Иванинкова (11 декември 1921 г., Саратов – 2009 г., Москва) – съветска икономическа, държавна и политическа фигура.
Директор на Държавната обществена научно-техническа библиотека през 1978 – 1987 г. Участник във Великата отечествена война. Член на КПСС.

## Биография
Роден през 1921 г. в Саратов. Бащата е бил работник, майката служителка. Завършила е гимназия в Москва. От септември 1939 г. до април 1942 г. учи в Московския авиационен институт.
По време на Великата отечествена война през април 1942 г. тя доброволно се присъединява към Червената армия и е изпратена на фронта. Служила е в разузнавателната школа на Западния фронт. Като част от специална разузнавателна група тя е хвърлена зад вражеските линии. При кацане с парашут групата е открита и заловена от германците.
От май до септември 1942 г. тя работи във фабрика в град Мюлхаузен. През септември 1942 г. е изпратена в затвора в Ерфурт. През януари 1943 г. е изпратена в лагера в Брунсуик, а от април 1943 г. до януари 1945 г. е в концентрационния лагер Аушвиц. През януари 1945 г., по време на евакуацията на лагера, тя успява да избяга и се укрива при местното население до пристигането на Червената армия.
От 1946 г. е на стопанска, обществена и политическа работа. През 1946 – 1987 г. – старши лаборант на Славянския отдел на Филологическия факултет на Московския държавен университет, библиотекар, старши, главен библиограф на Държавната научна библиотека на Министерството на висшето образование на СССР, главен библиограф на групата за придобиване на чуждестранна литература на отдел за придобиване, началник на отдела за придобиване и научна обработка на чуждестранна литература и международен книгообмен, заместник-директор на Държавната обществена библиотека за наука и технологии на СССР за научна работа, директор на Държавната обществена библиотека за наука и технологии.
Тя почива в Москва през 2009 г.